# Транспортёр серотонина
Транспортёр серотонина, или натрий-зависимый транспортёр серотонина — это внутриклеточный белок, являющийся продуктом гена SLC6A4 (англ. solute carrier family 6 member 4) и обозначаемый аббревиатурами SERT (SERotonin Transporter) или 5-HTT (5-HydroxyTriptamine Transporter). Транспортёр серотонина относится к семейству белков-транспортёров моноаминов. Исходно физиологической функцией SERT считали обратный захват и транспорт серотонина в тромбоциты (кровяные пластинки), затем внимание было сосредоточено на обратном захвате серотонина из синаптической щели обратно в выделивший его пресинаптический нейрон, поскольку блокаторы SERT оказались эффективными средствами против депрессий и тревожных состояний. Однако, множеством работ продемонстрировано, что функция SERT отнюдь не исчерпывается нейронами и тромбоцитами: в частности, с участием этого транспортера происходит аккумулирование серотонина в яичниках, яйцеклетках и эмбрионах различных видов животных, что важно для нормального развития.  

### Лиганды
SERT является мишенью многих антидепрессантов (СИОЗС, СИОЗСиН, АИОЗС, ТЦА), также с ним связываются кокаин и многие его аналоги.